# 畑中香保里
畑中 香保里（はたなか かほり、1984年8月29日 - ）は、熊本県民テレビの社員。元アナウンサー。

## 来歴
長崎県出身。早稲田大学を卒業後、2008年4月に熊本県民テレビに入社。同期に元同局アナウンサーの八谷英樹がいる。
第1子出産のため、2016年3月末から1年間産休・育休を取っていた。出産後、2017年4月に職場復帰。第2子出産のため、2018年5月31日付で再び産休入りした。2019年5月に職場復帰。
2025年7月より、アナウンス部から編成部に異動。

## 人物
趣味はエレクトーン、旅行。
運動が大の苦手。そのため、長らくスポーツと無縁の生活を送っていたが、担当番組『テレビタミン』の企画により、2013年2月17日に熊本市で開催された第2回熊本城マラソンに参加。番組共演者と同僚アナウンサー、そして長崎にいる両親が応援に駆けつけた中、42.195キロメートルを5時間53分34秒で完走した。その模様は、同年3月9日に放送の『現場発!』第6回で取り上げられた。

## 過去の担当番組
- KKTニュース[2]
- news every.くまもと - メインMC（月 - 水担当）
- Happy空間三年坂 ココSmile → Happy Sunday ココSmile - メインキャスター[8]
- Saturday ココSmile サタデココ - 「はたな観光ツアー」担当[9]
- テレビタミンスペシャル 追跡2011 （2011年12月29日） - キャスター[10]
- 熊本“ならでは”食材グランプリ（2012年6月16日）[11]
- テレビタミンニュースSP ネンロク! （2015年12月26日） - キャスター[12]
- テレビタミン→てれビタ - 2008年の入社直後から出演[2]。火曜日「ほのぼの四畳半」担当[13]（2010年4月6日 - 2012年3月27日） → 水曜日「ハタコレ」リポーター（2012年4月以降）→ 金曜日「ニュース担当」→ 平日「ニュース担当」